# Penamaior
Penamaior é uma localidade portuguesa sede da Freguesia de Penamaior do Município de Paços de Ferreira, freguesia com 7,91 km² de área e 3586 habitantes (censo de 2021), tendo, por isso, uma densidade populacional de 453,4 hab./km².

## História e Geografia
Na época medieval pertenceu ao julgado de Refojos, e terá abrangido as povoações de Seroa e Frazão. Teve intenso povoamento germânico, testemunhado por topónimos como Gondesende e Frião. Antes da integração no actual município, em 1855, fez parte do então extinto concelho de São Tomé de Negrelos. Tem como orago São Salvador.
No seu território localiza-se o Monte do Pilar, antigamente chamado Monte da Pena, ponto mais alto da Serra da Agrela, com 530 metros de altitude. Aí está situada a Estação de Radar n.º 2 da Força Aérea Portuguesa. 
No lugar do Cô realiza-se, nos dias 5 e 21 de cada mês, a maior feira do Município de Paços de Ferreira.[carece de fontes?]
Além da sede, a freguesia compreende os lugares de Busto, Cô, Ermida, Escariz, Facho, Fermentões, Igreja, Inveja, Mirelo, Modelos, Outeiro, Padrão, Ribeiro, Santa Marinha, Silva, Tapadinha, Vale de Suso, Varziela e Vila.

## Demografia
A população registada nos censos foi:
| Distribuição da População por Grupos Etários | Distribuição da População por Grupos Etários | Distribuição da População por Grupos Etários | Distribuição da População por Grupos Etários | Distribuição da População por Grupos Etários |
| -------------------------------------------- | -------------------------------------------- | -------------------------------------------- | -------------------------------------------- | -------------------------------------------- |
| Ano                                          | 0-14 Anos                                    | 15-24 Anos                                   | 25-64 Anos                                   | > 65 Anos                                    |
| 2001                                         | 813                                          | 547                                          | 1885                                         | 374                                          |
| 2011                                         | 705                                          | 540                                          | 2114                                         | 460                                          |
| 2021                                         | 518                                          | 438                                          | 2014                                         | 616                                          |